# Купер, Мэри
Мэри Купер (англ. Mary Wickliffe Cooper, в замужестве Wickliffe Cooper Covington; 1867—1938) — американская художница.

## Биография

Портрет Otis V. Clark, Jr., 1934 год

Родилась 2 июля 1867 года в округе Шелби, штат Кентукки, в семье военного офицера кавалерии Robert Wickliffe Cooper и его жены Sarah Steel Venable. Отца она не знала, так как он погиб в Гражданской войне в США за несколько недель до её рождения.
Мэри училась в Sayre Female Institute (ныне Sayre School), в консерватории Новой Англии и в Лиге студентов-художников Нью-Йорка. Изучала живопись с Эллой Херггеймер, которая стала её близким другом, а также с Джеймсом Беквитом, Кеньоном Коксом, Уильямом Чейзом и Уйэманом Адамсом.
Мэри Купер выставлялась на Всемирной выставке 1904 года в Сент-Луисе. Преподавала искусство в колледже Potter College for Young Ladies в Боулинг-Грин, штат Кентукки. Затем продолжила заниматься живописью и преподаванием в собственной мастерской, которую она открыла возле своей резиденции.
Вместе с Уильямом Чейзом и фотографом Энселом Адамсом, была участницей художественной колонии в местечке Кармел, где впервые появилась весной 1911 года, выставляя на ежегодном Carmel Arts and Crafts Club. Художница приобрела дом-студию, продолжала работать и в вместе со своим мужем ездила выставляться на Тихоокеанском побережье в Monterey County Fair, Santa Cruz Art League и Carmel Art Association до 1937 года.
Работы Мэри Купер находятся в ряде музеев США, в частности в коллекции университета Западного Кентукки.
Умерла 1 декабря 1938 года в городе Боулинг-Грин, штат Кентукки. Была похоронена на городском кладбище Fairview Cemetery.
Её работы были выставлены в 2001 году на выставке «Kentucky Women Artists, 1850—1970» в Kentucky Library & Museum и в Художественном музее Оуэнсборо.

### Семья
18 мая 1892 года Мэри Купер вышла замуж за Роберта Уэллса Ковингтона (Robert Wells Covington, 1856—1949, похоронен рядом с женой), который получил степень бакалавра права, а затем работал в сельском хозяйстве. У них было четверо детей, все они родились в Кентукки: Euclid Madison Covington (1893—1975), Margaret Covington Shackleford (1895—1988), Robert Wells Covington (1901—1974) и ещё дочь Wickliffe.